# خلية أرومية
الخلية الأرومية (بالإنجليزية: Blast Cell)‏ هي خلية دم بدائية غير ناضجة وغير متمايزة، تكون موجودة عادة في نخاع العظم. هناك عدة أنواع للخلايا الأرومية وبحسب نوعها يتم إنتاج خلية دم معينة، فمثلا الخلايا الأرومية النقوية تنتج كريات الدم البيضاء العدلة والحامضية والقاعدية.

## اقرأ أيضاً
- خلية